# Xystrosoma beatense
Xystrosoma beatense är en mångfotingart som beskrevs av Ribaut 1927. Xystrosoma beatense ingår i släktet Xystrosoma och familjen Chamaesomatidae. Inga underarter finns listade i Catalogue of Life.